# II. Kurigalzu
II. Kurigalzu (uralkodott Kr. e. 1332 – Kr. e. 1308) Babilónia egyik jelentős kassú királya volt. 
Kr. e. 1333-ban meghalt II. Burnaburias, és fia, Karahardas, valamint annak utóda, Nazibugas egy lázadásban veszett oda. Mivel Karahardas I. Assur-uballit asszír király lányától származott, Assur ura beavatkozott a dél-mezopotámiai eseményekbe, és az ismeretlen háttérből érkező Kurigalzut tette trónra.
II. Kurigalzuval kezdődik meg a kassú Babilónia Kr. e. 13. században kiteljesedő fénykora. Bár pontosan nem eldönthető, de nagy valószínűséggel II. Kurigalzu, nem pedig mintegy 100 évvel korábban regnáló, hasonló nevű elődje nevéhez fűződik Íszín, Ur, Uruk templomának felújítása és Dúr-Kurigalzu zikkuratjának és palotájának megépítése.
Későbbi krónikákban II. Kurigalzu hódítóként is feltűnik: a híradások szerint győzelmet aratott Elám és Asszíria felett, talán még Tengerföldet is megszerezte. Saját feliratán Szúza, Elám és Marhasi meghódításáról emlékszik meg, amit Szúszában talált, nevét viselő feliratok is igazolnak. Assur-uballit után Asszíria is meglehetősen legyengült, így egyáltalán nem elképzelhetetlen, hogy a hajdani pártfogolt legyőzte régi támogatóit.